# Grote bloedsteelmycena
De grote bloedsteelmycena (Mycena haematopus) is een zwam uit de familie Mycenaceae. Hij is te vergelijken met de melksteelmycena, maar scheidt bij beschadiging een donkerroodbruin (cfr. bloed) vocht af in plaats van een witachtig (cfr. op melk gelijkend) vocht. De soort groeit meestal in groepen of bundels. Deze saprofytisch levende soort komt normaal voor op dood hout van loofbomen, vooral op beuken- en eikenhout. Sporadisch wordt de soort ook op naaldhout aangetroffen. De grote bloedsteelmycena wordt van de zomer tot de herfst waargenomen.

## Beschrijving

### Uiterlijke kenmerken
Hoed
Het vruchtlichaam heeft een kegelvormige tot klokvormige hoed met een bultje en heeft een doorsnede tussen 1 en 3 centimeter. Deze is variabel van kleur, van vleeskleurig over roodachtig tot purperbruin. De rand van de hoed is gekarteld.
Steel
De cilindrische en holle steel is 4 tot 8 cm lang en 1 tot 3 mm breed. Het is glad, vaak licht gepoederd of gematteerd en roze-bruin of gekleurd zoals de hoed. Aan de basis is hij vaak donkerbruinrood tot bloedrood gekleurd.
Lamellen
De lamellen zijn witachtig tot roze van kleur, maar kunnen later donkerder worden. Ze zijn aangehecht en staan vrij ver uiteen. De lamelranden zijn glad.
Geur en smaak
Het vruchtvlees is dun, smaakt een beetje scherp en radijsachtig en is bijna geurloos.
Sporenprint
De sporenprint is wit

### Microscopische kenmerken
De ronde tot breed elliptische of appelzaadachtige sporen zijn 8 tot 11 µm lang en 5 tot 7 µm breed, glad en amyloïde. De viersporige, knotsvormige basidia zijn 30 tot 37 µm lang en 8 tot 11 µm breed. De cheilocystidia zijn spoelvormig tot bolvormig, hebben een lange, verlengde nek, die in zeldzame gevallen ook enigszins vertakt kan zijn. Ze zijn 36 tot 70 µm lang en 9 tot 15 µm breed en vormen een steriele band op de lamelsnede. Hun inhoud kan roodachtig bruin van kleur zijn. De pleurocystidia, indien aanwezig, zijn vergelijkbaar. In de dextrinoïde lamellaire trama vallen de dikke melkhyfen die zichtbaar zijn onder de microscoop op. Met het Melzers reagens wordt de trama wijnrood.
De hyfen van de cuticula (pileipellis) zijn 2-4 tot 5 µm breed en bedekt met diverticulaire (zakachtige) uitgroeisels. De corticale hyfen van de steel zijn 2 tot 3,5 µm breed en glad. De caulocystidia meten 20-55 × 3,5-12,5 µm en komen meestal voor in groepen. Ze zijn knotsvormig tot onregelmatig van vorm of vertakt tot zeer ruw gespreid. Gespen zijn er in overvloed

## Vergelijkbare soorten
Vergelijk ook met de prachtmycena en de kleine bloedsteelmycena.

## Verspreiding

Europese verspreidingsgebied

Deze algemene soort komt in de lage landen voor. Hij komt voor in Noord-Azië (Japan, Noord- en Zuid-Korea), Noord-Amerika (VS) en Europa. In Zuid-Europa komt hij voor van Spanje tot Griekenland. In West-Europa is het wijdverbreid en vrij algemeen in de Benelux en Groot-Brittannië en Ierland. Hij is ook te vinden in heel Centraal-Europa. In Noord-Europa is de schimmel waarschijnlijk wijdverspreid in heel Fennoscandinavië. In Noorwegen komt hij voor tot aan de Noordkaap en in Zweden tot aan Lapland.
In Nederland komt de grote bloedsteelmycena zeer algemeen voor. Hij staat niet op de rode lijst en is niet bedreigd.

## Foto's

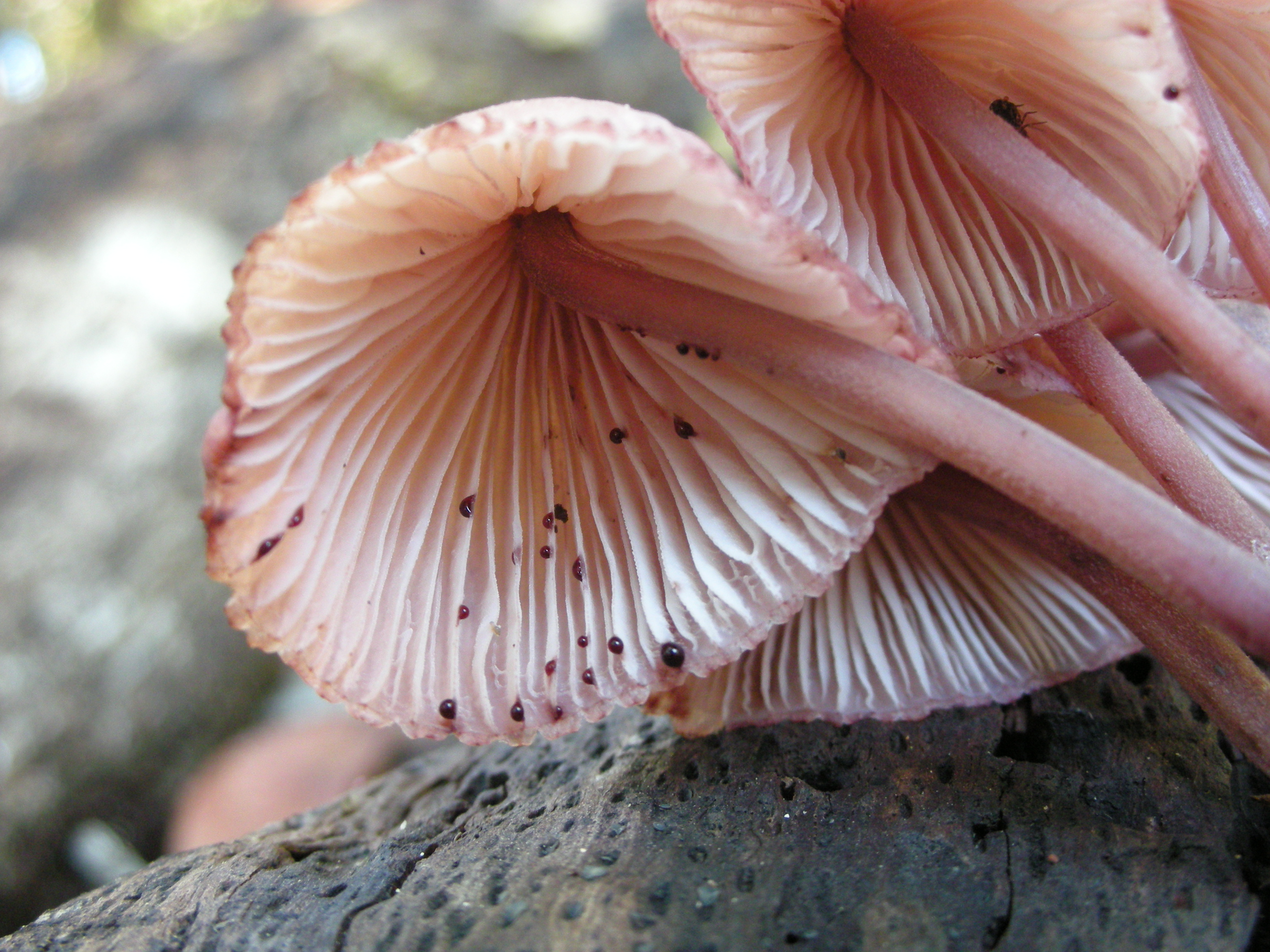
Lamellen
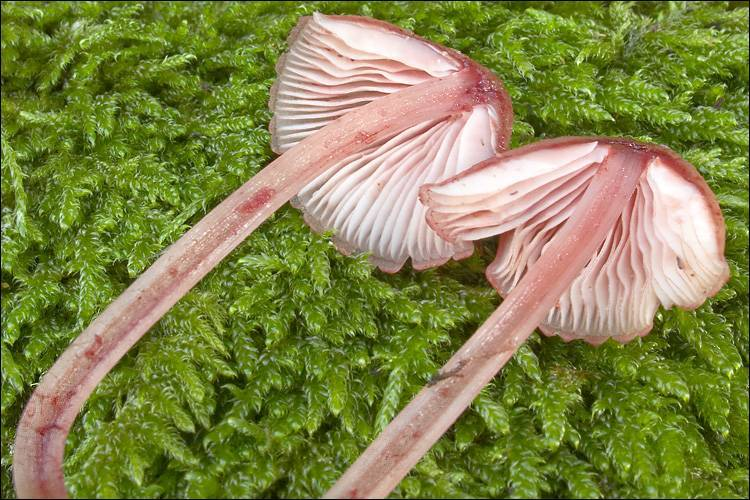
Geopende steel
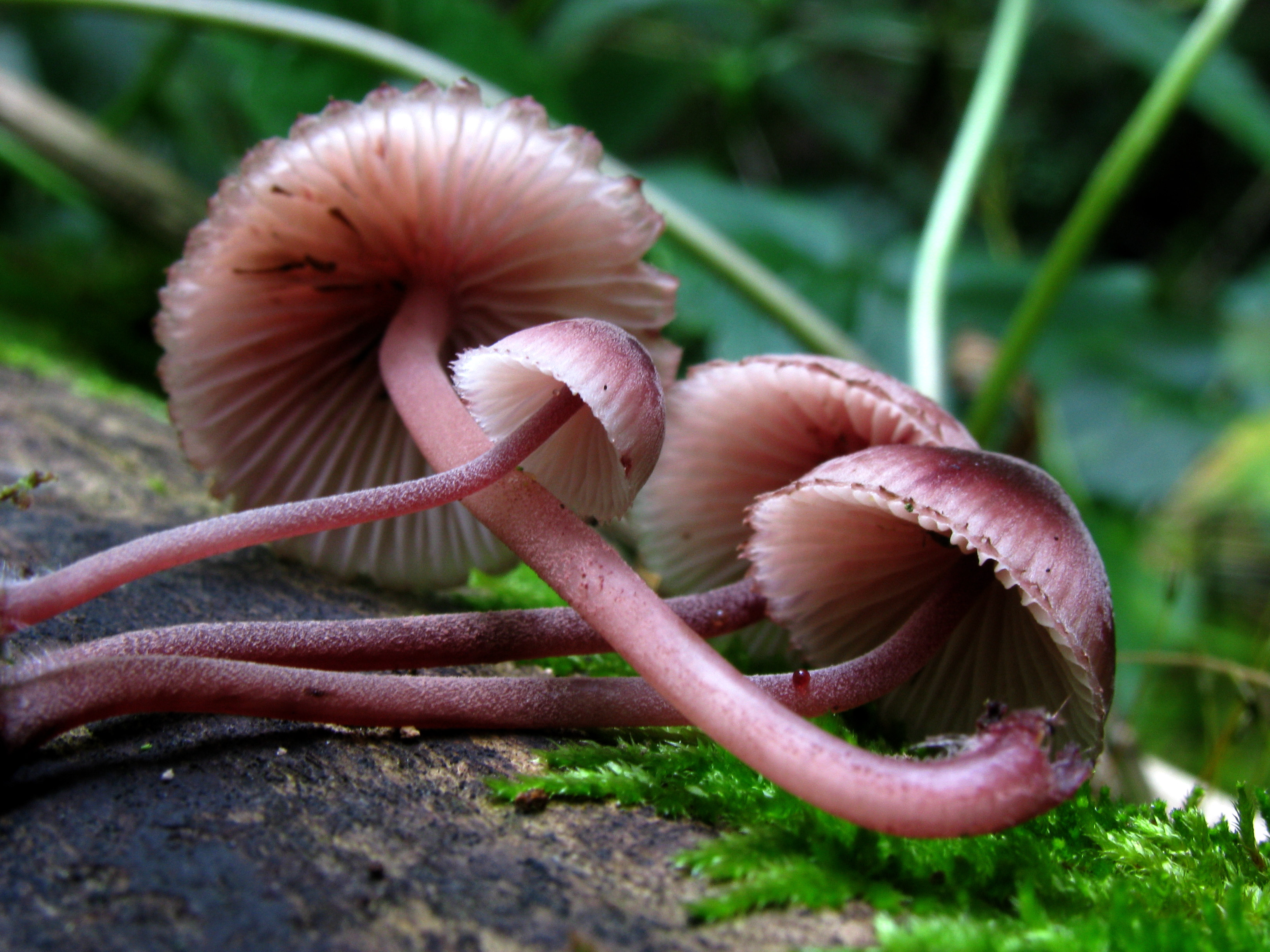
Lamellen en steel
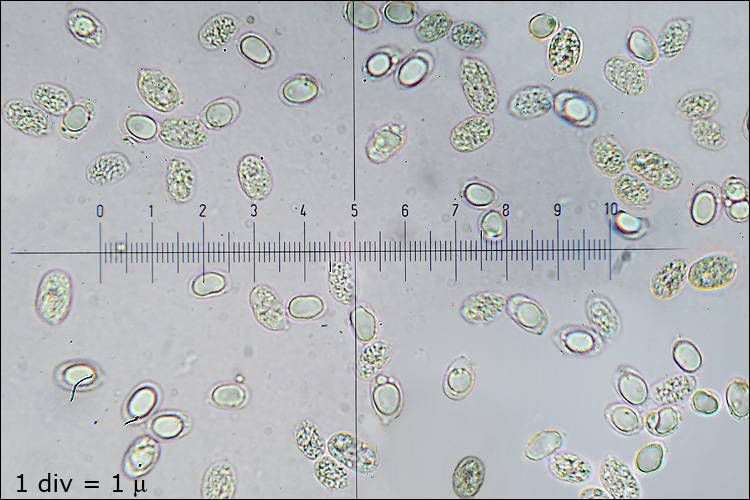
Sporen